# Acanthoscurria gomesiana
Espèce
Synonymes
- Phormictopus pheopygus Mello-Leitão, 1923
- Acanthoscurria violacea Mello-Leitão, 1923
- Cyrtopholis zorodes Mello-Leitão, 1923
- Acanthoscurria pugnax Vellard, 1924
- Acanthoscurria aurita Piza, 1939

Acanthoscurria gomesiana est une espèce d'araignées mygalomorphes de la famille des Theraphosidae.

## Distribution
Cette espèce est endémique du Brésil. Elle se rencontre au Minas Gerais et dans l'État de São Paulo.

## Description

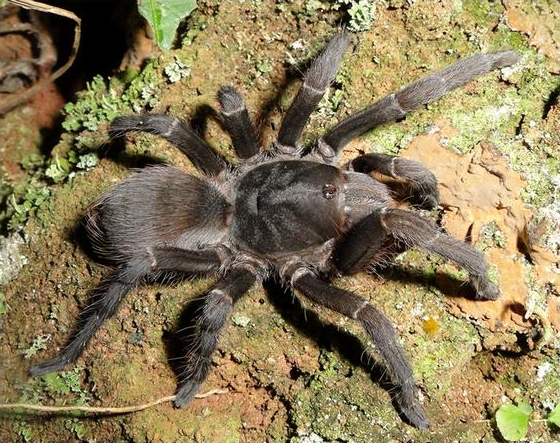
Acanthoscurria gomesiana ♀

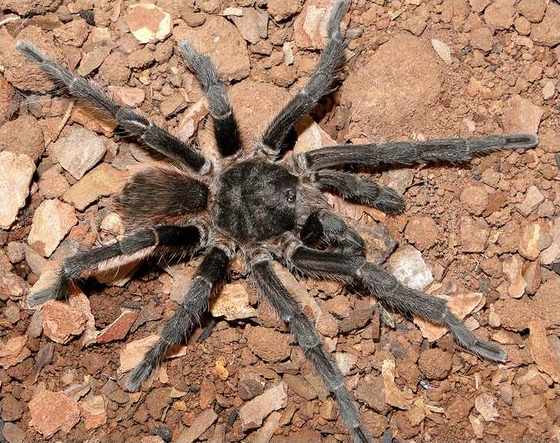
Acanthoscurria gomesiana ♂

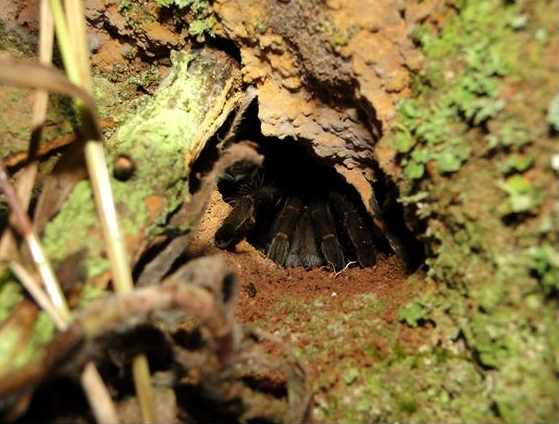
Acanthoscurria gomesiana ♀ dans son terrier

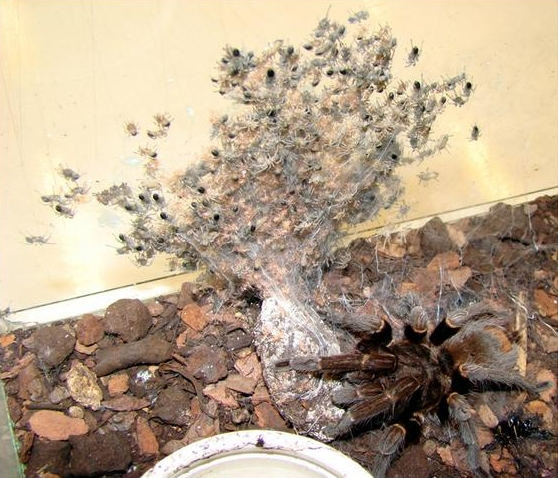
Acanthoscurria gomesiana ♀ et des jeunes éclos

Le mâle décrit par Gonzalez-Filho, Lucas, Paula, Indicatti et Brescovit en 2012 mesure 27,6 mm et la femelle 44,2 mm, les mâles mesurent de 21,2 à 36,2 mm et les femelles de 31,2 à 48,3 mm.

## Publication originale
- Mello-Leitão, 1923 : Theraphosideas do Brasil. Revista do Museu Paulista, vol. 13, p. 1-438.